# Ferrari SF90
La Ferrari SF90 (codice interno 670) è la sessantacinquesima monoposto costruita dalla casa automobilistica Ferrari, realizzata per partecipare al campionato mondiale di Formula 1 2019.

## Livrea
La monoposto è stata svelata ufficialmente il 15 febbraio 2019 a Maranello. La livrea si presenta in un rosso opaco più tenue rispetto agli anni precedenti, con alcune porzioni realizzate in nero opaco come il title sponsor Mission Winnow, la zona degli scarichi e altri elementi dell'ala anteriore.
Proprio il succitato marchio Mission Winnow, percepito da alcune legislazioni nazionali come una possibile forma di pubblicità indiretta al tabacco — vietata —, porta la Ferrari all'occasionale oscuramento dello stesso nel corso della stagione: in tali appuntamenti, al suo posto, sulla livrea della SF90 è presente il logo celebrativo del novantenario della Scuderia.

## Caratteristiche
La macchina risulta simile alla SF71H del 2018, ma ne estremizza alcuni concetti. Partendo dalla zona anteriore, l'alettone anteriore è cambiato per esigenze tecniche, ma riprende un concetto visto in Alfa Romeo e Toro Rosso. Nella parte più esterna dell'ala si nota una forma a "ricciolo", volta a spostare i flussi verso la parte esterna dello pneumatico: questa soluzione è volta a migliorare l'efficienza aerodinamica. I lunghi piloni di sostegno dell'ala mantengono i tre soffiaggi della precedente vettura, ma vedono aumentare la portata d'aria, e si collegano alla presa dell'S-duct che pesca l'aria molto in avanti. Sotto alla scocca la monoposto mantiene i tradizionali turning vanes che lavorano in sinergia con i bargeboard più bassi e lunghi per regolamento. Lo schema della sospensione anteriore è di tipo push rod.
Nella zona centrale i tecnici di Maranello hanno lavorato per far diventare quanto più strette possibile le fiancate, onde ridurre la resistenza all'avanzamento e migliorare l'efficienza, tenendo le prese il più lontano possibile dalle ruote anteriori. La bocca dei radiatori è collocata sopra al cono antintrusione laterale, e prende l'aria di raffreddamento dall'alto. Gli specchietti retrovisori sono ancorati non più all'Halo ma direttamente al telaio, e presentano una configurazione più semplificata rispetto alla SF71H. L'airbox invece è molto stretto e di forma triangolare, riprendendo un concetto già visto nella SF70H del 2017, che permette una maggiore efficienza dell'ala posteriore.
Per quanto riguarda il retrotreno, la zona della Coca-Cola è stata rastremata ancora di più, mentre vi è la presenza di una doppia T-wing; la sospensione posteriore è di tipo pull rod. La maggiore novità riguarda la sospensione posteriore, con il terzo elemento che da quest'anno, così come per gli altri team, è diventato idraulico. Il fondo è caratterizzato da un lungo soffiaggio che accompagna il bordo d'entrata sotto ai deviatori di flusso, mentre più indietro ci sono due binari doppi, tagliati da due divisioni trasversali. L'ala posteriore è sostenuta dai due piloni a forma di "collo di cigno". Il flap mobile più alto consente una maggiore efficienza del DRS. Le paratie laterali mostrano sei soffiaggi nella zona divergente. Nel bordo d'entrata c'è uno slot verticale, e nella parte bassa presenta numerose frange.

## Carriera agonistica

### Test

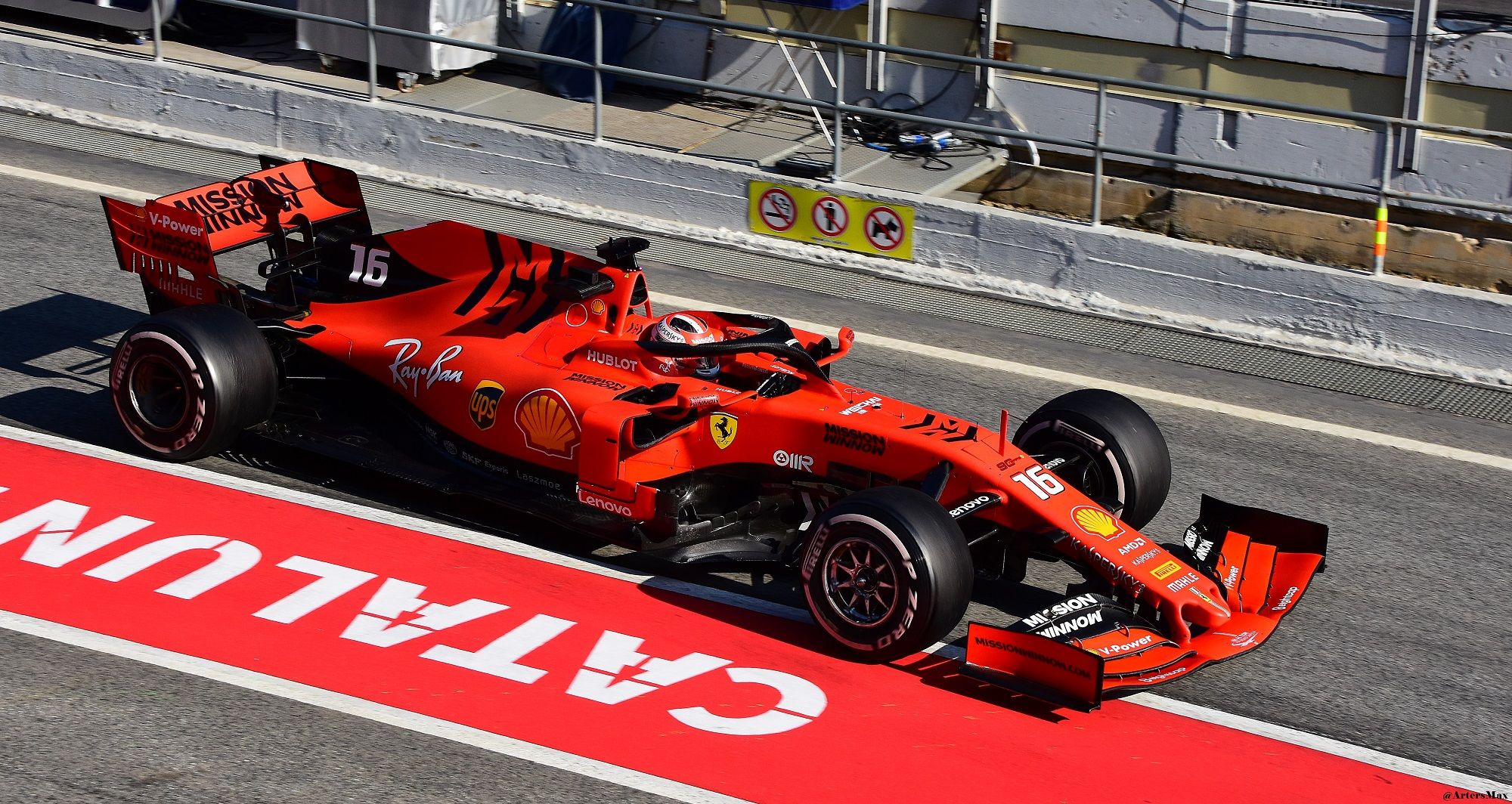
La SF90 di Leclerc percorre la pit lane di Montmeló

La SF90 esegue il suo shakedown il 17 febbraio 2019, in occasione del filming day sul circuito di Catalogna, con alla guida entrambi i suoi piloti, Sebastian Vettel e il debuttante Charles Leclerc. Sempre a Montmeló, nei giorni seguenti la monoposto prende parte ai primi test prestagionali del campionato 2019.

### Stagione
L'avvio di stagione è al di sotto delle aspettative per la SF90; il debutto in Australia vede infatti i suoi due alfieri relegati fuori dal podio.
Parziale riscatto si ha in Bahrein, dove in qualifica Leclerc ottiene la prima pole position della sua carriera in Formula 1 — diventando al contempo il più giovane poleman della storia Ferrari —, appaiato in prima fila dal compagno di squadra Vettel; tuttavia il giorno seguente, dopo aver condotto per gran parte della gara, a una decina di giri dalla fine il monegasco è rallentato da un guaio tecnico alla sua monoposto, costretto a cedere il passo alle Mercedes e ad accontentarsi del terzo posto.
Nel successivo appuntamento in Cina, tuttavia, le Rosse sono relegate a un fine settimana incolore, col solo Vettel al suo primo podio stagionale.
In Azerbaijan Vettel conclude nuovamente terzo, mentre il suo compagno di squadra Leclerc commette un grave errore in qualifica, andando contro le barriere, che compromette la sua gara, e termina quinto. A Barcellona, le monoposto di Maranello, nonostante l'arrivo di un importante aggiornamento aerodinamico, terminano fuori dal podio, con Vettel quarto e Leclerc quinto. A Montecarlo la Ferrari sbaglia la strategia in qualifica nei confronti di Leclerc, relegandolo nelle retrovie e costringendolo al ritiro dopo un contatto con Nico Hulkenberg, nel tentativo di una disperata rimonta, mentre il Vettel coglie un'insperata seconda posizione, complice anche una penalità assegnata a Max Verstappen.

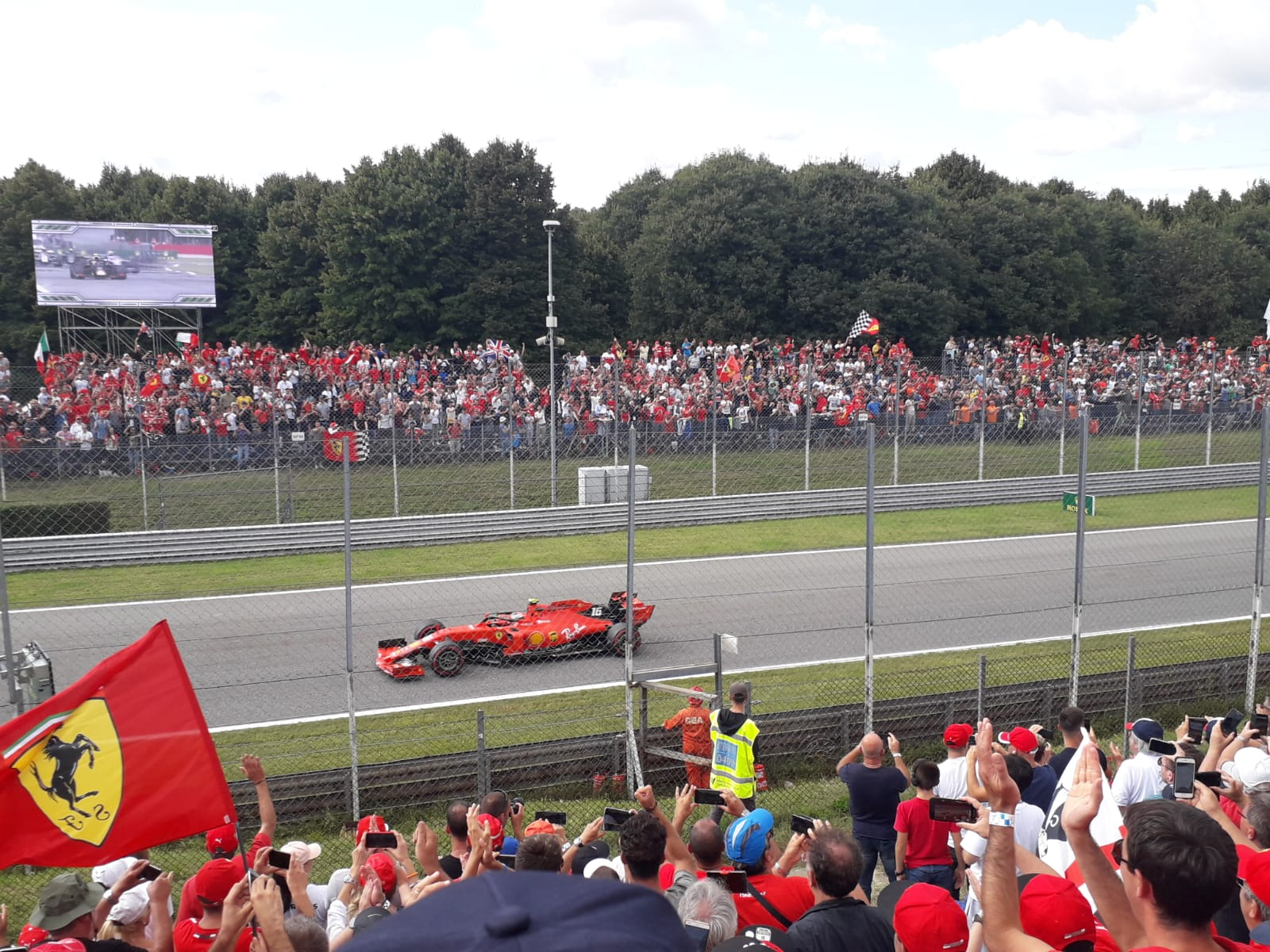
I tifosi salutano il passaggio della SF90 di Leclerc nel vittorioso fine settimana di Monza

In Canada, pista amica per la Rossa, Vettel conquista la pole e conclude la gara in prima posizione; ma a causa di una penalità (che fa molto discutere tra gli addetti ai lavori) perde la vittoria nei confronti di Hamilton. Leclerc, invece, centra la terza posizione. In Francia la gara è dominata dalla due frecce d'argento, con Vettel quinto e Leclerc terzo. In Austria Leclerc conquista la sua seconda pole in carriera, la terza per la squadra di Maranello, ma in gara viene beffato a una manciata di giri dalla fine dal rientro di un sorprendentemente veloce Max Verstappen, e conclude secondo. Vettel termina quarto dopo un problema in Q3 che lo ha costretto a partire dalla decima piazza. In Inghilterra, la Ferrari soffre, e conclude terza con Leclerc, ma solo grazie all'incidente avvenuto tra Vettel e Verstappen, che era saldamente al terzo posto. Il tedesco terminerà sedicesimo, la gara sarà dominata da Hamilton.
In Germania la Ferrari soffre di un doppio problema al motore in qualifica, prima a Vettel, che partirà ventesimo, poi a Leclerc, che partirà decimo. Tuttavia la pioggia in gara rimescola le carte, ma fa commettere anche degli errori, con Leclerc che è costretto al ritiro e Vettel che conclude secondo, dietro a Verstappen e davanti a Daniil Kvjat. In Ungheria la Ferrari soffre nuovamente, e il primo degli alfieri di Maranello, Vettel, termina terzo al traguardo seguito dal compagno di squadra, quarto, entrambi a più di un minuto dal vincitore, Hamilton.
Così la Ferrari va in pausa estiva senza aver ancora vinto un Gran Premio. Tuttavia, al ritorno dalla pausa estiva, la Ferrari trova due piste favorevoli, Spa e Monza, dove Leclerc centra due pole position, salendo a quattro per lui e cinque per il team. In Belgio ottiene anche la sua prima vittoria di carriera, oltre alla prima per la Ferrari nel 2019, resistendo agli assalti di Hamilton nel finale. Il suo compagno di squadra termina quarto. In Italia il monegasco fa doppietta, vincendo a Monza con la Ferrari dopo 9 anni dall'ultima volta, con Fernando Alonso. Vettel, invece, commette un errore e finisce la gara in tredicesima posizione.

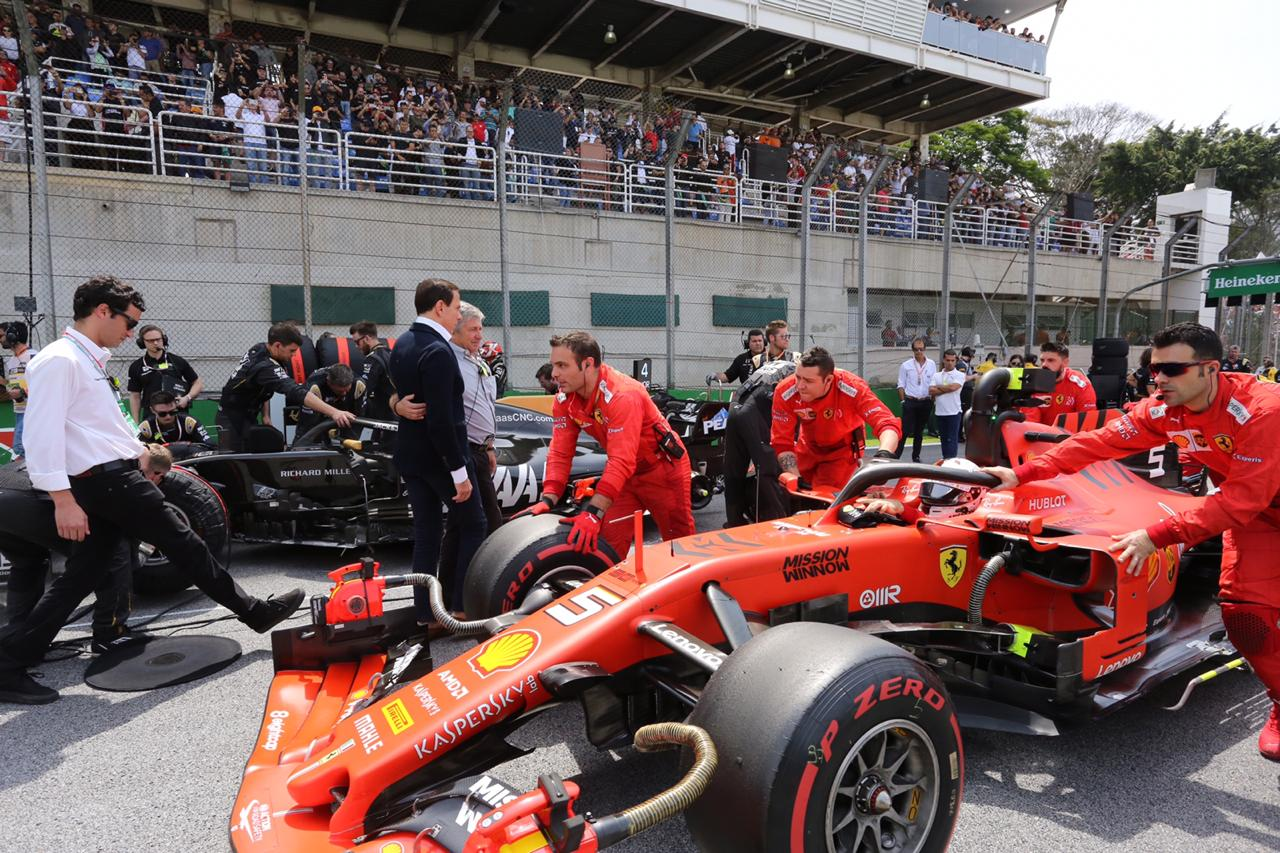
La SF90 di Vettel sulla griglia di partenza di Interlagos

A Singapore la Rossa porta una nuova ala anteriore, un nuovo fondo e una nuova ala posteriore; con questi aggiornamenti la Ferrari, su un circuito con caratteristiche completamente diverse da quelle della macchina, centra la terza pole consecutiva con Leclerc, la quinta per lui, sesta per il team, e completa una doppietta che mancava dal Gran Premio d'Ungheria 2017, con Vettel che torna alla vittoria dopo più di un anno, dal Gran Premio del Belgio 2018, e Leclerc che perde una posizione rispetto alla griglia di partenza.
In Russia la macchina si dimostra nuovamente competitiva, con Leclerc che conquista la quarta pole di fila, tuttavia in gara concluderà terzo alle spalle delle Mercedes, mentre Vettel si ritira per un problema Elettrico. A Suzuka Vettel ritrova la pole position davanti a Leclerc, ma in gara quest'ultimo causerà un contatto con Verstappen e romperà l'ala, finirà sesto. Vettel si fa sopravanzare in partenza da Bottas, tuttavia il tedesco terminerà secondo.
In Messico Leclerc trova un'altra pole, conquistata dopo una penalità inflitta a Verstappen, però in gara vincerà Hamilton davanti a Vettel, sfortunato con i doppiaggi, solo quarto il monegasco. Negli Stati Uniti sembra tornare la Ferrari dell'Ungheria, con Leclerc quarto distante 52 secondi da Bottas e Vettel che si ritira per un danno a una sospensione. In Brasile la Ferrari sembra essere abbastanza competitiva, ma a una decina di giri dal termine c'è un contatto tra i due alfieri, si ritirano entrambi, lasciando strada libera a Verstappen per il terzo posto nel mondiale. Ad Abu Dhabi la Ferrari conduce una gara abbastanza anonima, con Leclerc che conclude sul gradino più basso del podio dietro a Hamilton e Verstappen, tornando a podio dopo la Russia, Vettel solo quinto.
In conclusione la SF90 si è dimostrata una monoposto competitiva su alcune piste, specialmente in qualifica. Tuttavia, in gara ha faticato molto, consumando in maniera eccessiva le gomme, e peccando di affidabilità. Il vero tallone d'Achille della vettura però si è dimostrato essere il concetto low-drag con la quale l'auto è stata progettata. Questa filosofia consente velocità di punta elevate, ma allo stesso tempo non fornisce un altrettanto elevato downforce, motivo per il quale la SF90 ha sofferto sui circuiti ad alto carico, escluso ovviamente Singapore.

## Piloti
| Piloti ufficiali         | Piloti ufficiali | Piloti ufficiali |
| Nazione                  | Nome             | Numero           |
| ------------------------ | ---------------- | ---------------- |
| Germania (bandiera)      | Sebastian Vettel | 5                |
| Monaco (bandiera)        | Charles Leclerc  | 16               |
| Piloti di riserva        |                  |                  |
| Nazione                  | Nome             | Numero           |
| Italia (bandiera)        | Antonio Fuoco    | 32               |
| Nuova Zelanda (bandiera) | Brendon Hartley  | 28               |
| Italia (bandiera)        | Davide Rigon     | Davide Rigon     |
| Germania (bandiera)      | Pascal Wehrlein  | Pascal Wehrlein  |

## Risultati in Formula 1
| Anno | Team    | Motore  | Gomme | Piloti  |   |   |   |   |   |     |   |   |   |    |     |   |   |    |   |     |   |   |     |     |   | Punti | Pos. |
| ---- | ------- | ------- | ----- | ------- | - | - | - | - | - | --- | - | - | - | -- | --- | - | - | -- | - | --- | - | - | --- | --- | - | ----- | ---- |
| 2019 | Ferrari | Ferrari | P     | Vettel  | 4 | 5 | 3 | 3 | 4 | 2   | 2 | 5 | 4 | 16 | 2   | 3 | 4 | 13 | 1 | Rit | 2 | 2 | Rit | 17* | 5 | 504   | 2º   |
| 2019 | Ferrari | Ferrari | P     | Leclerc | 5 | 3 | 5 | 5 | 5 | Rit | 3 | 3 | 2 | 3  | Rit | 4 | 1 | 1  | 2 | 3   | 6 | 4 | 4   | 18* | 3 | 504   | 2º   |

| Legenda | 1º posto     | 2º posto | 3º posto    | A punti         | Senza punti/Non class.  | Grassetto – Pole position Corsivo – Giro più veloce |
| Legenda | Squalificato | Ritirato | Non partito | Non qualificato | Solo prove/Terzo pilota | Grassetto – Pole position Corsivo – Giro più veloce |

* – Indica il pilota ritirato ma ugualmente classificato avendo coperto, come previsto dal regolamento, almeno il 90% della distanza di gara.